# 斯阔谷滑雪渡假胜地

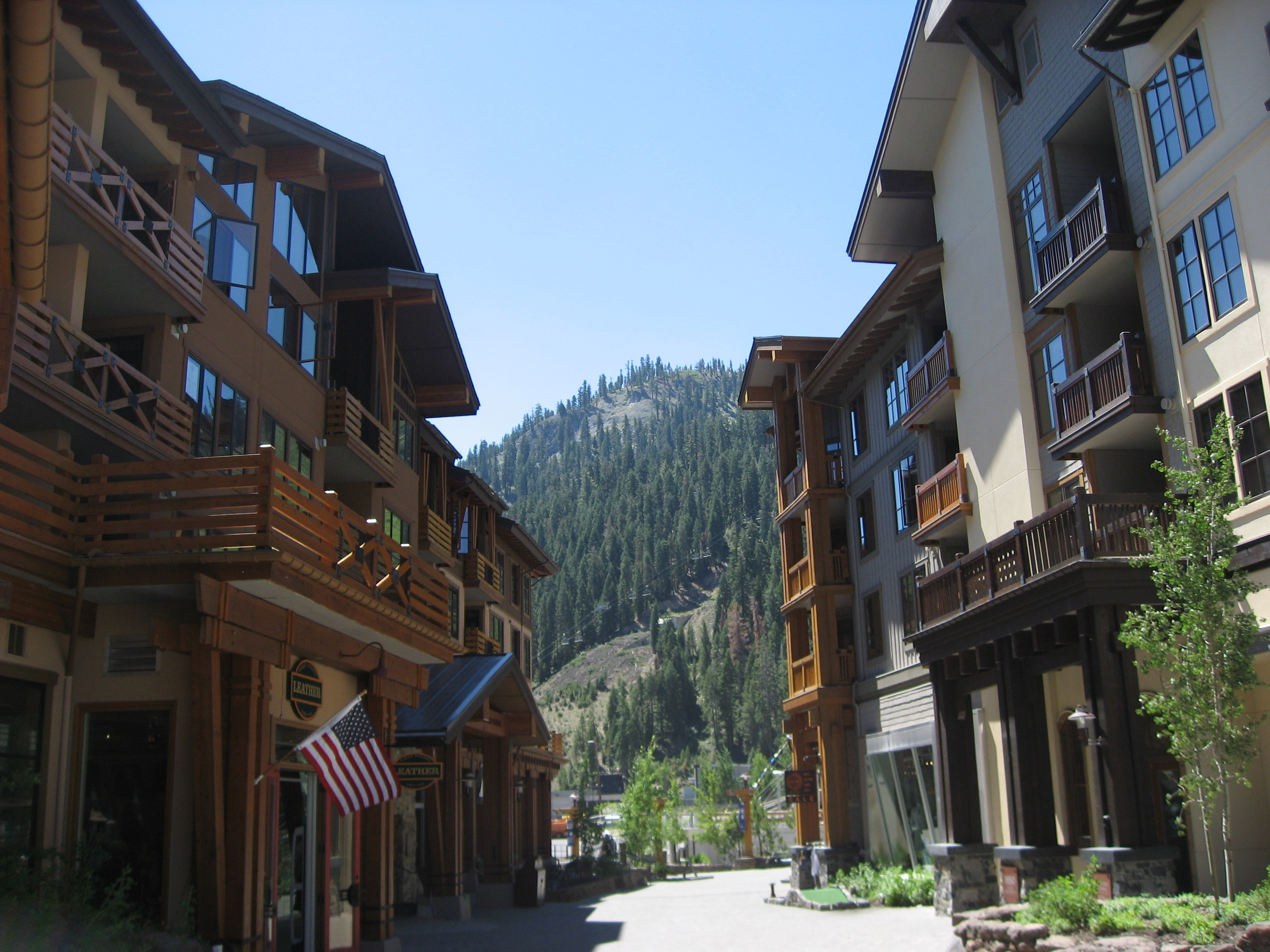
The Village at Squaw Valley

斯阔谷滑雪度假胜地（英語：Squaw Valley Ski Resort），位于加利福尼亚州普莱瑟县的斯阔谷（又称奥林匹克谷），是美国最大和最高概念的滑雪区域之一。1960年第八届冬季奥林匹克运动会在此举行。是塔霍湖第二大滑雪区域，仅次于天山度假胜地。